# Sussex Place

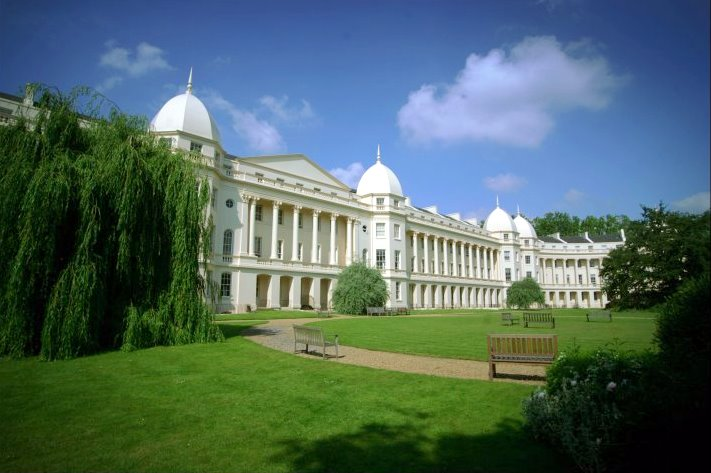
Fachada da London Business School em Regent's Park.

Sussex Place é uma instalação residencial no Regent's Park, em Londres. É a casa da London Business School. É um edifício listado como Grau I.

## História
O prédio foi projectado por John Nash e construído por William Smith, sendo concluído em 1823. O edifício, que apresenta dez cúpulas pontiagudas ao longo da linha do telhado e uma fachada adornada com colunas coríntias, foi originalmente construído como 26 casas geminadas. William Crockford, o proprietário do St James's Club em St James's Street, viveu no N.º 26 na década de 1840.
Foi adquirido pela London Business School e convertido para uso educacional no final dos anos 1960.